# سینما آریانا (افغانستان)
سینما آریانا (دری: سینما آریانا Sinema Arīāna) یک سالن سینما در کابل، افغانستان است که در نزدیکی میدان پشتونستان در سمت شمالی ساحل رودخانه کابل واقع شده‌است. این سینما پس از سینما بهزاد، دومین سینما قدیمی مرکز شهر کابل به‌شمار می‌رود و از معدود سینماهای فعال باقی مانده‌است. مالکیت عمومی است.

## تاریخچه
سینما آریانا در روزهای اوج خود یک تئاتر معروف در شهر بود.
مانند دیگر مکان‌های دیدنی محلی، سینما در جریان نبرد کابل (۱۹۹۲–۱۹۹۶) ویران شد و پس از به قدرت رسیدن طالبان در سال ۱۹۹۶ بسته و آسیب دید. پس از سقوط طالبان، گروهی از فیلمسازان فرانسوی یک میلیون دلار برای تکمیل سینما جمع‌آوری کردند. برنارد هانری لوی در سفری به کابل در سال ۲۰۰۲ با صدیق برمک دیدار کرد تا در مورد بازسازی سینما گفتگو کند. در بازگشت به پاریس، او انجمنی را برای جمع‌آوری بودجه برای این پروژه با کلود للوش و دانیس تانوویچ بوسنیایی، انجمن «Un Cinema pour Kaboul» در پاریس تأسیس کرد. آنها با همکاری AINA در کابل، بازسازی سینما را در مارس ۲۰۰۴ به پایان رساندند. بازسازی و تأسیسات جدید با کمک صدیق برمک انجام شد.
سینما بعداً توسط یک بمب‌گذاری انتحاری در ژانویه ۲۰۱۰ در نزدیکی آن سینما آسیب دید.
تا سال ۲۰۲۰، این سینما یکی از چهار سینمای است که هنوز در کابل فعال هستند و حدود ۲۰۰ تماشاگر از ۶۰۰ تماشاگر موجود را پذیرا می‌شود که نشان دهنده افول سینمای افغانستان است. سینما آریانا قبل از سقوط کابل در ۱۵ اگست ۲۰۲۱ با وضعیت فعلی آن فعال بود.